# Station Weerdinge
Station Weerdinge (geografische afkorting Wdg) is een voormalige halte aan de spoorlijn Zwolle - Stadskanaal tussen Emmen en Valthe bij het dorp Weerdinge.
Het station van het NOLS-type halte werd op 1 november 1905 geopend, en op 24 november 1940 voor het personenverkeer gesloten. Het stationsgebouw uit 1904 bestaat nog steeds. Architect van het gebouw was Eduard Cuypers. Het station van Weerdinge en die van de naburige dorpen Exloo en Valthe zijn de enige overgebleven stations van dit type.
De spoorlijn richting Stadskanaal is na de sluiting hiervan in 1945 vanaf Weerdinge tot Buinen opgebroken. Tot 1972 heeft er vanuit Emmen nog wel goederenvervoer plaatsgevonden naar Weerdinge. Daarna zijn ook de sporen op dit tracé opgeruimd.
0: Zwolle ·
5: Herfte-Veldhoek ·
8: Marshoek-Emmen ·
12: Dalfsen ·
15: Rechteren ·
19: Vilsteren ·
23: Ommen ·
25: Sterkamp ·
29: Junne ·
31: Beerze ·
34: Mariënberg ·
37: Bergentheim ·
Brucht ·
42: Hardenberg ·
45: Baalder-Radewijk ·
48: Gramsbergen ·
50: De Haandrik ·
55: Coevorden ·
59: Dalen ·
62: Dalerveen ·
66: Nieuw Amsterdam ·
70: Emmen Zuid ·
71: Emmen Bargeres ·
72: Zuidbarge ·
75: Emmen ·
79: Weerdinge ·
82: Valthe ·
87: Exloo ·
93: Buinen ·
95: Drouwen ·
100: Gasselternijveen ·
103: Tweede Dwarsdiep ·
107: Stadskanaal
Assen ·
Beilen ·
Coevorden ·
Dalen ·
Emmen ·
-Zuid ·
Hoogeveen ·
Meppel ·
Nieuw Amsterdam

Zie ook: lijst van voormalige spoorwegstations in Drenthe
1. ↑  Norbruis, Obbe (2025): Eduard Cuypers Leven & Werk. Hoe hij verdween uit onze architectuurgeschiedenis en zijn gehele oeuvre, Edam, LM Publishers, ISBN 9789460229527 blz. 126-129